# Victor Muffat-Jeandet
Victor Rémi Muffat-Jeandet (Aix-les-Bains, 5 de marzo de 1989) es un deportista francés que compitió en esquí alpino.
Participó en los Juegos Olímpicos de Pyeongchang 2018, obteniendo una medalla de bronce en la prueba combinada. En la Copa del Mundo consiguió una victoria y once podios en total.

## Palmarés internacional
| Juegos Olímpicos | Juegos Olímpicos            | Juegos Olímpicos  | Juegos Olímpicos |
| Año              | Lugar                       | Medalla           | Prueba           |
| ---------------- | --------------------------- | ----------------- | ---------------- |
| 2018             | Pyeongchang (Corea del Sur) | Medalla de bronce | Combinada        |